# Crkvica sv. Nikole na hridi kod Krimovice
Crkvica sv. Nikole na hridi u blizini sela Krimovica (blizu plaže Ploče), Grbalj, Crna Gora, je hram malih dimenzija u vlasništvu Mitropolije crnogorsko-primorske Srpske pravoslavne crkve.

## Povijest
Po predanju, crkvicu je kao zavjetnu podigao neki Grk, jer se spasio od nepogode pri okolnim hridima. Na staroj austrijskoj vojnoj karti je mjesto upisano kao Scoglio Nicolo. Srušena je u travanjskom zemljotresu 1979. godine. Nova crkvica je sagrađena na kopnu, prenijeta i pričvršćena na hrid 28. rujna 2003. godine. Obnovom je rukovodio Odbor za obnovu hrama sv. Nikole na hridi koji je osnovan u samostanu Podlastva. Crkvica je u osnovi veličine 1.5 x 2.5 metra, a visina sa zvonikom je 3.5 metra. S postoljem je teška preko 14 tona. Zvonik ima jedno zvono. Radovi u kamenu su odrađeni u kamenorezačkom ateljeu Franović iz Kotora, uz uporabu kamena iz okolice Danilovgrada. Zvono je priložio Ljubo Branović iz Sutvare, koji je izvršio i njegovo postavljanje. Crkvica je posvećena na liturgiji 27. srpnja 2006. godine, od Mitropolita crnogorsko-primorskog Amfilohija Radovića. Premještaj crkvice s kopna na hrid je obavljen vojnom plovećom dizalicom. Vodenim putem je dovežena iz Tivta do Krimovice. Zatim je crkvu, visoko iznad hridi podigla dizalica, uz pomoć pripadnika Vojske Srbije i Crne Gore. Postavljena je na pripremljeni plato na vrhu hridi. Radnici iz ateljea Franović iz Kotora su je betonom i željezom pričvrstili za podlogu. Postojanje crkvice nije poznato široj javnosti.
- Svjetionik kod plaže Ploče, najbliži put za ronioce, do crkvice na hridi
- Najbolji prilaz crkvici za ronioce, od svjetionika iza plaže Ploče
- Morski put iz pravca svjetionika ka crkvici na hridi
- Crkvica na hridi
- Crkvica na hridi
- Crkvica na hridi
- Crkvica na hridi
- Crkvica na hridi
- Pogled s hridi
- Ulaz u crkvicu
- Križ, zvono i mozaik s likom sv. Nikole
- Unutrašnjost crkvice
- Pogled kroz sjeverni prozor
- Oltar s ikonama
- Pogled na more kroz južni prozor
- Pogled kroz južni prozor crkvice na hridi
- Oltarska apsida
- Pogled na more
- Pogled iz crkvice
- Ograda oko crkvice
- Porta (dvorište) crkve
- Vrh hridi
- Pogled na crkvicu
- Uski morski prolaz između hridi i kopna